# 吉本新喜劇&スーパー戦隊シリーズ
吉本新喜劇&スーパー戦隊シリーズ（よしもとしんきげきアンドスーパーせんたいシリーズ）は、なんばグランド花月で吉本新喜劇メンバーによるスーパー戦隊シリーズの舞台。吉本新喜劇のメールマガジンなどでは「吉本新喜劇&戦隊シリーズ」や「戦隊シリーズ」と略されることもある。戦隊側はスーツ姿のみの出演。

## シリーズ

### 侍戦隊シンケンジャーとよしもと新喜劇じゃ〜
コラボレーション第1弾公演。2010年2月27日にのみ1回公演された。登場する怪人は、カゲカムロ。よしもとのメールマガジンでは、コラボ第2弾での塊のミゾーグのような伏線となる設定はされていない。
本公演に先駆け、2010年1月14日には大阪市住吉区のひまわり幼稚園で園児を前にプレ公演も行われている。

### 天装戦隊ゴセイジャーとよしもと新喜劇じゃ〜
第2弾公演。2010年7月27日から7月29日にかけて4回公演された。前作との関連は無いが、池乃めだかが浅香あき恵を外道衆と呼ぶシーンが存在する。登場する怪人は、塊のミゾーグ。なお、よしもとのメールマガジンでは、ある者が実験的に、悪意を集め復活させたという『天装戦隊ゴセイジャー エピックON THEムービー』への伏線とも思える設定が明かされている。

### 海賊戦隊ゴーカイジャーとよしもと新喜劇じゃ〜
第3弾公演。2011年9月30日から10月2日にかけて3回公演された。登場する怪人は、プラムド。作中でゴーカイジャーにちなんで島田一の介が豪快チェンジ（今別府直之と松浦真也に入れ替わる）を披露したほか、前回同様浅香あき恵を外道衆と呼ぶシーンが存在（ただし、今回は座長の川畑が発言している）しておりそれを聞いたゴーカイレッドがシンケンレッドに豪快チェンジするというシーンも見られた。

### 特命戦隊ゴーバスターズとよしもと新喜劇じゃ〜
第4弾公演。2012年8月3日から5日にかけて「吉本興業創業100周年特別夜公演」として公演。登場する怪人は、デンシャロイド、バグラー。ゴーバスターズ3人のほかにチダ・ニックが出演。

### 獣電戦隊キョウリュウジャーとよしもと新喜劇じゃ〜
第5弾公演。2013年8月30日から9月1日にかけて3回公演。

### 烈車戦隊トッキュウジャーとよしもと新喜劇じゃ〜
第6弾公演。2014年9月5・6・7日にかけて3回公演。

### 手裏剣戦隊ニンニンジャーとよしもと新喜劇じゃ〜
第7弾公演。2015年8月27・28・29日にかけて3回公演。本作品の公開の一環としてYouTubeの東映特撮オフィシャルチャンネルで行われているニンニンジャーEDのダンス動画に本公演のメンバーが踊っている動画が投稿された。

### 動物戦隊ジュウオウジャーとよしもと新喜劇じゃ〜
第8弾公演。2016年9月15・16・17日にかけて3回公演。プロモーションとして公式YouTubeチャンネル『吉本新喜劇チャンネル』でダンス動画を公開。

## カゲツレンジャー
町内会のヒーローショーのヒーローであるため、共演したヒーローたちのような超人的な力は存在しない。
メンバーは5人いて、配色は第1弾と第2弾で同じだが井上竜夫のみ色が変化している。
- 川畑泰史＝カゲツレッド
- 青野敏行＝カゲツブルー
- 若井みどり＝カゲツピンク
- Mr.オクレ＝カゲツイエロー
- 井上竜夫＝カゲツゴールド（第1弾）カゲツブラック（第2弾）

第3弾では青野に代わり島田一の介が出演するとともに、前2作とは川畑以外の配色が大幅に変更された。
- Mr.オクレ＝カゲツブルー
- 若井みどり＝カゲツイエロー
- 井上竜夫＝カゲツグリーン
- 島田一の介＝カゲツピンク

第4弾、今回はそれぞれにバディロイドがいる。
- 川畑泰史＝カゲツレッド
- 未知やすえ＝ニク・スッキー
- Mr.オクレ＝カゲツブルー
- 今別府直之＝ギャグ・ウケール
- 若井みどり＝カゲツイエロー
- ランディーズ中川貴志＝カシミン・ヤキー